# Oligachaeta
Oligachaeta is een geslacht van rechtvleugeligen uit de familie krekels (Gryllidae). De wetenschappelijke naam van dit geslacht is voor het eerst geldig gepubliceerd in 1961 door Lucien Chopard.

## Soorten
Het geslacht Oligachaeta omvat de volgende soorten:
- Oligachaeta chabanaudi Chopard, 1925
- Oligachaeta tripartita Chopard, 1954